# Achna/Düzce
Achna (griechisch Άχνα, türkisch Düzce) ist ein verlassenes Dorf im Distrikt Gazimağusa der Türkischen Republik Nordzypern. Der Ort ist heute unbewohnt und wird als Militärcamp der Streitkräfte der Türkischen Republik Nordzypern und der Türkischen Truppe in Zypern genutzt.

## Geschichte
Das Dorf Achna war in der Antike ein Heiligtum der Artemis-Kybele. Aufgrund dessen sind zahlreiche archäologische Funde gemacht worden, u. a. im 19. Jahrhundert von Max Ohnefalsch-Richter, der seine Funde an europäische Museen verkaufte. 1966 fanden erneut Grabungen statt.
Der Ort war bis 1974 durch Zyperngriechen bewohnt. 1973 zählte man 1979 Zyperngriechen im Ort.

## Neues Dorf
1974 wurde das Dorf, nach Abschluss des Waffenstillstandes in der zweiten Phase der Operation Atilla, doch noch von türkischen Truppen besetzt. Die Einwohner konnten in das nahegelegene Wäldchen von Achna (Δασάκι της Άχνας, Dasaki tis Achnas) flüchten, wo sie eine provisorische Zeltstadt (Achna Refugee Camp) errichteten. Später entstand das neue Dorf, Dasaki Achnas, in Sichtweite des alten, welches sich (nun unbewohnt) jenseits der Grünen Linie befindet.

## Bevölkerungsentwicklung
| Jahr | Einwohner | Teil      |
| ---- | --------- | --------- |
| 1946 | 1983      | Alt-Achna |
| 1960 | 1833      | Alt-Achna |
| 1982 | 1593      | Neu-Achna |
| 1992 | 1763      | Neu-Achna |
| 2001 | 1952      | Neu-Achna |
| 2011 | 2087      | Neu-Achna |
| 2021 | 2182      | Neu-Achna |

## Persönlichkeiten
- Kyriakos Charalambidis (* 1940), Autor